# Antropora parva
Antropora parva är en mossdjursart som först beskrevs av Ferdinand Canu och Ray Smith Bassler 1928.  Antropora parva ingår i släktet Antropora och familjen Antroporidae. Inga underarter finns listade i Catalogue of Life.